# 阮文賜
阮文賜（越南语：／；1817年—？），越南阮朝官員。
阮文賜是平定省安仁府綏福縣仁恩總忠厚社（今屬平定省安仁縣）人，嘉隆十六年（1817年）出生。嗣德十七年（1864年），阮文賜參加武鄉試，考中武舉人，後為武學堂學習。嗣德二十一年（1868年），考中會試次中格第二名，殿試考中第三甲同武進士出身，是該科第三名。